# Аш-Шамаль (муніципалітет)
Баладіят Аш-Шамаль (араб. الشمال, англ. Madinat ash Shamal) — адміністративна одиниця у складі Катару. Адміністративний центр — місто Аш-Шамаль. На території в 902 км² проживає найменша кількість катарців —7,9 тис.

## Розташування
Баладіят Аш-Шамаль знаходиться в північній частині Катару, на узбережжі Перської затоки та 75 кілометрах від столиці країни і межує:
- з півдня — із баладіятом Ель-Хаур;
- з півночі, сходу і заходу — омивається водами Перської затоки.

## Історія
Ця північніша місцина Катару вважалася найменш розвинутою. Незначна кількість її мешканців жили вздовж узбережжя і займалися рибальством та видобутком перлів. Більшість жителів було сконцентровано в тодішньому центрі — форті Зубарах, столиці перлів та піратів.
У середині ХХ століття сановники Катару задалися ціллю впорядкувати свої уділи адміністративно, тоді вони створили на базі історичних центрів держави кілька адміністративних одиниць і закріпили це в законі № 11 від 1963 року. Пізніше, в 1972 році, Шейх Мохаммед бін Джабер Аль Тані підписав законопроєкт № 19, яким розмежував кілька баладіятів, серед яких, зокрема, Еш-Шамаль.
Найвідоміші історичні місцини баладіяту:
- Форт Ер-Ракіят (Ar Rakiyat Fort);
- Форт Так'яб (Thaqab Fort);
- Форт Умм-ель-Маа (Umm Al Maa Fort);
- Форт Зубараг (Zubarah Fort).

## Населення і поселення
Від початків свого заснування цей слаборозвинутий баладіят не був важливим, лише з початків ХХІ століття Аш-Шамаль почав динамічно розвиватися, від 4 000 катарців в 2000-х роках до 7 975 жителів в 2010 році. Більшість його мешканців катарці, але й чимало емігранів, які працюють в столиці країни.
Загалом баладіят Аш-Шамаль розділений на три зони із відповідними населеними пунктами:
- Західна (із головними поселеннями Abu Dhalouf, Zubarah);
- Центральна (із головними поселеннями Al Shamal City, Ar Ru'ays);
- Східна (із головними поселеннями Ain Sinan, Madinat Al Kaaban, Fuwayrit);

## Економіка
Баладіят Аш-Шамаль, знаходячись подалі від столиці країни, приречений був стати малорозвинутою територією, що й тривало багато століть до того. Але через відкриття найбільшого в світі родовища природного газу Норі спричинило до економічного зростання Катару. На території баладіяту Аш-Шамаль почали розвивати нафтогазовий промисел, зокрема видобування з надр природного газу — і регіон почав розвиватися прискореними темпами. Постало питання будівництва промислових, оброблювальних та житлових об'єктів й інфраструктури. Саме поступлення від нафтогазовидубувного комплексу складають головну частку в бюджеті баладіяту.
Окремим поштовхом для розвитку місцевості планується реалізація проєкту щодо проведення Чемпіонату світу з футболу в 2022 році. Урядовці планують до того часу налагодити як спортивний так і культурний відпочинок гостей та жителів баладіяту. Таким чином стадіон та відомі історичні пам'ятки — стануть візитівкою баладіяту Аш-Шамаль.